# 펑톈성 (만주국)
펑톈성(중국어: 奉天省, 병음: Fèngtiān)은 만주국의 성이다. 약칭은 펑(奉)이다. 1931년 관동군이 랴오닝성을 펑톈성으로 개칭하였다. 1945년 8월, 만주국의 해체와 더불어서 자연 소멸하였다.

## 같이 보기
- 만주국의 행정 구역